# Trận sông Kalka
Trận sông Kalka (tiếng Nga: Битва на реке Калке, tiếng Ukraina: Битва на ріці Калка) diễn ra vào ngày 31 tháng 5 năm 1223 giữa quân Mông Cổ (Triết Biệt và Tốc Bất Đài chỉ huy) và Kiev, Galich, cùng một số thân vương quốc Rus khác và người Cuman, dưới sự chỉ huy của Mstislav Mstislavich và Mstislav III của Kiev. Trận đánh diễn ra bên bờ sông Kalka nay thuộc tỉnh Donetsk, Ukraina) và kết thúc bằng chiến thắng của người Mông Cổ.
Sau khi xâm lược Trung Á rồi Khwarezmia sụp đổ, một đạo quân Mông Cổ dưới quyền chỉ huy của các tướng quân Triết Biệt và Tốc Bất Đài tiến vào Iraq-i Ajam. Triết Biệt thỉnh cầu Thành Cát Tư Hãn cho phép tiếp tục chinh phục một vài năm nữa. Thành Cát Tư Hãn chấp thuận cho họ tiến hành viễn chinh, họ vượt qua dãy Kavkaz, đánh bại một liên minh của các bộ tộc Kavkaz rồi lại đánh bại người Cuman. Khả hãn của người Cuman đào thoát đến triều đình của con rể là Mstislav Mstislavich của Galich. Mstislav Mstislavich lập một liên minh với các thân vương Rus, trong đó có Mstislav III của Kiev.
Liên quân ban đầu đánh bại được hậu quân của Mông Cổ. Trong vài ngày, liên quân truy kích quân Mông Cổ song bị dàn trải trên một khoảng cách lớn. Quân Mông Cổ dừng lại và dàn trận bên bờ sông Kalka. Mstislav Mstislavich cùng đồng minh Cuman của mình tấn công người Mông Cổ mà không chờ các đạo quân Rus còn lại, kết quả là chiến bại. Trong tình hình hỗn loạn sau đó, một số thân vương Rus khác bị đánh bại, và Mstislav của Kiev buộc phải triệt thoái đến một trại kiên cố. Ba ngày sau, ông đầu hàng trước lời hứa về an toàn cho bản thân và binh sĩ. Tuy nhiên, sau khi họ đầu hàng, người Mông Cổ tàn sát binh sĩ và hành quyết Mstislav của Kiev. Mstislav Mstislavich trốn thoát, còn người Mông Cổ trở về châu Á để hội quân với Thành Cát Tư Hãn.

## Bối cảnh
Năm 1219, nhằm trả thù cho việc sát hại các sứ thần, Thành Cát Tư Hãn đem quân xâm chiếm Đế quốc Khwarezmia. Chiến dịch kéo dài trong ba năm, Thành Cát Tư Hãn cùng các tướng lĩnh tiêu diệt quân đội Khwarezmia và khiến đế quốc này tan rã. Sultan của Khwarezmia là Ala ad-Din Muhammad chết bệnh trên một đảo tại biển Caspia, để lại con là Jalal ad-Din Mingburnu không có lãnh thổ.
Khi Triết Biệt hay tin Ala ad-Din Muhammad từ trần, ông thỉnh cầu Thành Cát Tư Hãn cho thời hạn một hoặc hai năm để tiếp tục các cuộc chinh phục của mình trước khi về Mông Cổ qua Kavkaz.
Trong khi chờ hồi đáp từ Đại hãn, Triết Biệt và Tốc Bất Đài dẫn 20.000 binh sĩ, mỗi người thống lĩnh một vạn quân. Họ tiến hành hủy diệt khi đi qua Iraq Ba Tư (Iraq-i Ajam) và Azerbaijan, cướp phá các thành phố Rey, Zanjan và Qazvin. Thành phố Hamadan đầu hàng khi chưa chiến đấu. Trong khi đó, quân chủ của Azerbaija cứu thủ đô Tabriz và ngăn quốc gia của mình khỏi bị tiêu diệt bằng cách cung cấp cho người Mông Cổ một lượng lớn tiền, vải và ngựa.
Từ Tabriz, người Mông Cổ tiến về phương bắc và lập căn cứ mùa đông của mình tại thảo nguyên Mugan. Tại đó, quân đội Mông Cổ được củng cố khi tiếp nhận các đạo tặc người Kurd và Turcoman, họ tự nguyện phục vụ cho người Mông Cổ.

### Tấn công Kavkaz
Trong khi đó, sự chú ý của Triết Biệt và Tốc Bất Đài chuyển sang nơi khác. Trong tháng 1 và tháng 2 năm 1221, họ tiến hành trinh sát Vương quốc Gruzia, tiến qua sông Kura. Mục tiêu của người Mông Cổ không phải là chinh phục quốc gia này mà là cướp bóc, và các đạo tặc người Kurd và Turcoman được phái đi tiên phong. Tuy nhiên, Quốc vương Gruzia là Giorgi IV đem theo 10.000 binh sĩ và đẩy lui người Mông Cổ gần Tbilisi. Quân Mông Cổ triệt thoái, song tiếp tục phát động phản công quân Gruzia. Quân Mông Cổ sau đó phát động tổng tiến công và đánh bại quân đội Gruzia mà Richard Gabriel cho là có đến 70.000 binh sĩ.
Trong tháng 3 năm 1221, quân Mông Cổ trở về đến Azerbaijan và bao vây Maragheh, sử dụng các tù nhân làm quân tiên phong. Đến cuối tháng thì họ chiếm được thành và tàn sát hầu hết cư dân. Triết Biệt và Tốc Bất Đài lên kế hoạch tiến về phía nam và chiếm lĩnh Baghdad, thủ đô của Đế quốc Abbas, và giữ thành để đòi tiền chuộc trong lúc Khalip đang ở Iraq-i Ajam với một đạo quân nhỏ. Tuy vậy, quân Mông Cổ lại chuyển hướng sang Hamadan. Tuy nhiên, lần này nhà lãnh đạo của thành phố không đầu hàng, và các binh sĩ bảo vệ thành gây nhiều thương vong cho quân Mông Cổ trước khi họ chiếm lĩnh và cướp bóc thành phố.
Cuối năm 1221, quân Mông Cổ lại tiến về phía bắc vào Gruzia, theo đường sông Kura. Một đạo quân Gruzia chờ gần Tbilisi, Tốc Bất Đài tiến đến thì giả bộ triệt thoái. Các kị binh Gruzia đuổi theo quân của Tốc Bất Đài rơi vào ổ phục kích của Triết Biệt. Quân Gruzia chịu thất bại nặng nề, và Quốc vương Giorgi IV bị thương chí mạng. Quân Mông Cổ tiến hành cướp bóc tại miền nam của Gruzia.

## Màn khởi đầu
Thành Cát Tư Hãn cuối cùng cho phép Triết Biệt tiến hành viễn chinh cùng với Tốc Bất Đài với vai trò là phó tư lệnh, quân Mông Cổ tiến đến thành phố Derbent, là thành từ chối đầu hàng. Triết Biệt hứa tha cho thành để đối lấy người dẫn đường đưa họ qua Kavkaz. Để cảnh báo những người dẫn đường chớ dùng thủ đoạn, quân Mông Cổ hành quyết một trong số họ. Người Mông Cổ phải trả giá đắt để vượt dãy Kavkaz, họ phải bỏ lại các vũ khí công thành và mất hàng trăm sinh mạng do giá lạnh.
Sau khi vượt dãy Kavkaz, quân Mông Cổ phải đối diện với một liên minh gồm các bộ tộc Bắc Kavkaz là Lezgin, Alan và Cherkes- tập hợp được một quân đội vào khoảng 50.000 binh sĩ. Hội quân với họ là người Cuman, một dân tộc Đột Quyết sở hữu một hãn quốc rộng lớn trải từ hồ Balkhash đến biển Đen. Người Cuman cũng thuyết phục người Bulgar Volga và người Khazar tham gia. Khả hãn của người Cuman là Koten đặt quân đội của mình dưới quyền em trai Yuri và con trai Daniel. Trận chiến đầu tiên giữa liên minh và quân Mông Cổ không dứt khoát, song quân Mông Cổ thuyết phục được người Cuman từ bỏ liên minh bằng cách nhắc lại về tình hữu nghị Đột Quyết-Mông Cổ và hứa hẹn chia phần chiến lợi phẩm thu được từ các bộ tộc Kavkaz.
Với dàn xếp này, quân Mông Cổ tấn công liên quân và đánh tan đối thủ. Sau đó, quân Mông Cổ tiếp tục tấn công người Cuman, lực lượng này đương thời đã bị phân thành hai nhóm, tuy nhiên người Mông Cổ tiêu diệt cả hai quân đội và hành quyết mọi tù nhân trước khi cướp phá Astrakhan. Quân Mông Cổ bắt đầu truy kích người Cuman khi họ chạy theo hướng tây bắc.
Người Venezia cử một phái đoàn đến chỗ quân Mông Cổ, và họ dàn xếp một liên minh mà theo đó thống nhất rằng quân Mông Cổ sẽ tiêu diệt bất kỳ trạm mậu dịch châu Âu nào khác mà họ đi qua. Khi truy kích người Cuman, Triết Biệt phái một phân đội đến Krym, tại đây có các trạm mậu dịch của Cộng hòa Genova. Quân Mông Cổ chiếm lĩnh và cướp bóc thành phố Soldaia của người Genova. Trong khi đó, Koten đào thoát đến triều đình của con rể là Thân vương Mstislav Mstislavich của Galich. Koten cảnh báo Mstislav Mstislavich: "Hôm nay quân Mông Cổ đã chiếm lãnh thổ của chúng tôi và ngày mai họ sẽ đoạt lấy của các con". Tuy nhiên, người Cuman bị phớt lờ trong gần một năm do Rus bị người Cuman tập kích trong nhiều thập niên. Tuy nhiên, khi tin tức truyền đến Kiev rằng người Mông Cổ đang hành quân dọc sông Dniester, Rus hưởng ứng. Mstislav Mstislavich tập hợp một liên minh gồm các thân vương Rus Kiev, trong đó có Mstislav III của Kiev và Thân vương Yuri II của Vladimir-Suzdal- người hứa hẹn hỗ trợ. Các thân vương Rus sau đó bắt đầu tập hợp quân đội và tiến đến điểm hội quân.

## Giao chiến

### Các động thái ban đầu
Có tranh chấp về số binh sĩ hiện diện trong trận chiến. Một yếu tố quan trọng tại đây là thực tế không có nguồn sơ cấp đưa ra số binh sĩ hiện diện tại trận chiến. Sử gia Leo de Hartog cho rằng quy mô của quân Rus là 30.000, trong khi Richard Gabriel và Hector Hugh Munro thì cho là 80.000. de Hartog cũng ước tính quy mô của quân Mông Cổ là 20.000, trong khi Gabriel ước tính là khoảng 23.000. Tuy nhiên, sử gia John Fennell thì nghi ngờ về các số liệu này, nói rằng số lượng trong các nguồn Nga bị công thức hóa hoặc cường điệu và các biên niên sự mâu thuẫn với nhau.
Quân Mông Cổ phát hiện được động thái của quân Rus, quân Mông Cổ đóng tại bờ đông của sông Dnieper để chờ quân tiếp viện của Truật Xích, người con trai cả này của Thành Cát Tư hãn đang tiến hành chiến dịch quanh biển Aral. Tuy nhiên, Truật Xích bị ốm, đồng nghĩa là không có quân tiếp viện đến.
Trong khi đó, Quân Rus nỗ lực để bẫy quân Mông Cổ. Các thân vương của Galich và Volhynia chuyển quân về phía nam xuôi theo sông, trong khi các thân vương của Kiev và Chernigov tiến về phía bắc ngược theo sông, quân Kursk tiến từ phía đối diện. Đồng thời, người Cuman nỗ lực tấn công hậu phương của quân Mông Cổ. Khi Triết Biệt nhận thức được điều này, ông phái 10 sứ giả đến chỗ Thân vương Kiev. Các sứ giả nói rằng người Mông Cổ không có thù hận với Rus và chỉ tấn công người Cuman; họ nói thêm rằng quân Mông Cổ đã hành quân về phía đông, xa khỏi các thành phố của Rus. Mstislav của Kiev hành quyết các sứ giả, và người Mông Cổ phản ứng bằng cách phái một nhóm các sứ giả khác đến tuyên chiến.
Khi Triết biệt và Tốc Bất Đài hay tin về các động thái của Rus, họ bắt đầu di chuyển về phía đông, xa khỏi Rus, cũng là hướng duy nhất mà họ có thể đi. Tuy nhiên, họ để lại một đạo quân hậu vệ gồm 1.000 binh sĩ dưới quyền Hamabek để báo cáo về các động thái của Rus. Ngay sau đó Mstislav Mstislavich tiến đến sông đối diện với đạo quân hậu vệ, và tình thế trở nên rõ ràng rằng không thân vương nào được phong làm tổng tư lệnh. Do đó, tất cả các thân vương đều có thể hành động theo ý muốn. Cuối cùng, Mstislav Mstislavich vượt sông trong mưa tên. Tuy nhiên, khi quân Rus đổ bộ, số lượng của họ quá đông, và người Mông Cổ bị giết hết.

### Rus tấn công

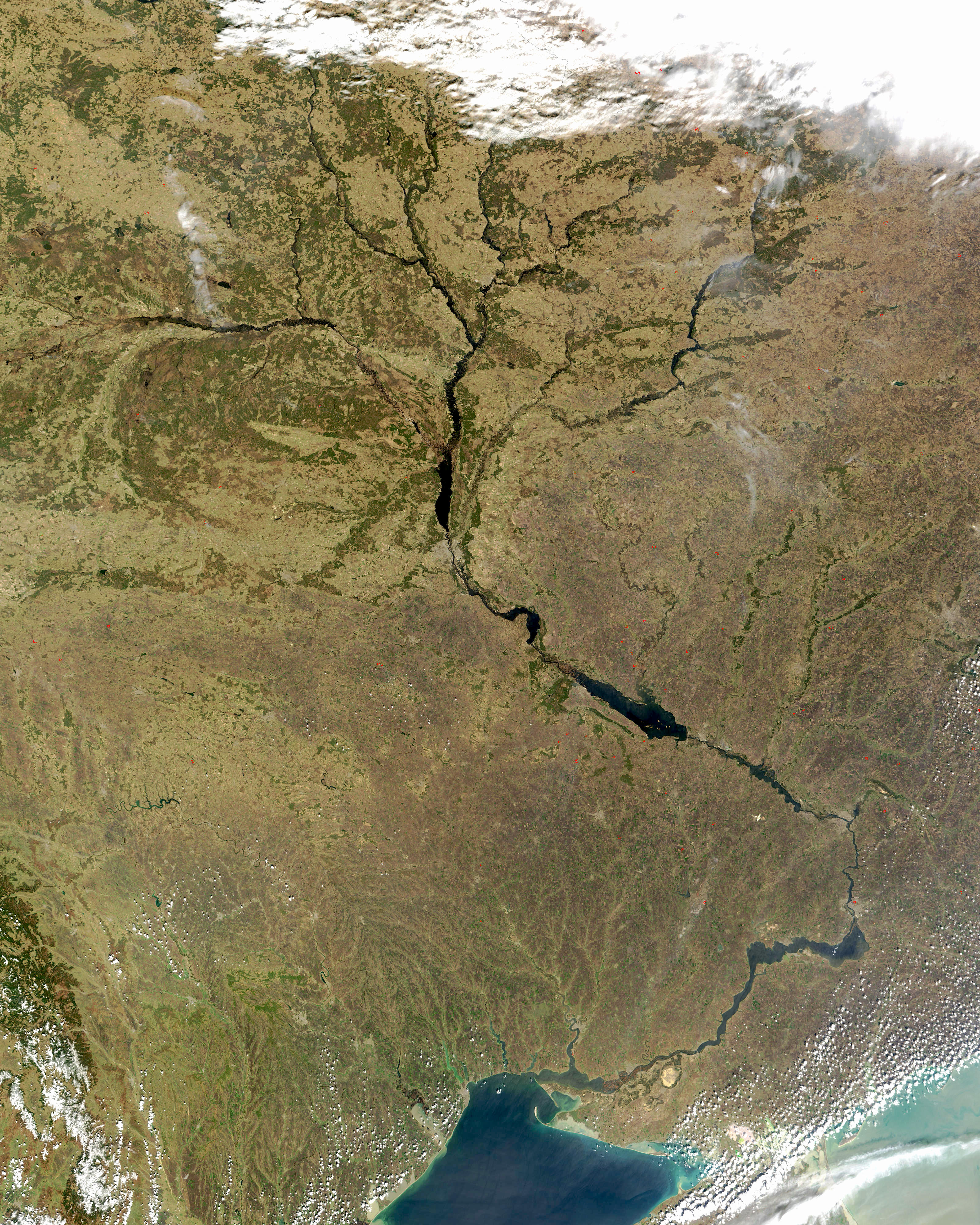
Sông Dnieper và khu vực xung quanh

Sau khi kéo giãn quân Rus trong chín ngày giả bộ triệt thoái, quân Mông Cổ quay sang đối diện với lực lượng truy kích tại dọc sông Kalka (vị trí sông hiện không rõ, song được cho là sông Kalchik chảy vào biển Azov.
Các nguồn sơ cấp của Nga chỉ ghi rất tổng quát về bản thân trận chiến và sự truy kích của các thân vương qua thảo nguyên. Các biên niên sử có ghi tên các thân vương tham chiến và thiệt mạng, song không ghi thêm về quy mô quân đội hay thương vong. Về bản thân trận chiến, các biên niên sử ghi rằng Polovtsy (người Cuman) tan vỡ và chạy khi chưa giao chiến và rằng việc họ rút chạy xuyên qua các đội ngũ quân Nga khiến đám đông rối loạn và kết quả là bị quân Mông Cổ tàn sát.

### Rus chiến bại
Quân đội của Volhynia và Kursk tạo khoảng cách trong hàng ngũ của họ, do đó các binh sĩ Cuman chạy trốn có thể triệt thoái. Tuy nhiên, trọng kị binh Mông Cổ đột kích thông qua lỗ hổng mới tạo thành. Quân Chernigov không nhận thức được rằng trận chiến đã bắt đầu, họ đang tiến quân thì đụng phải người Cuman đang triệt thoái. Kị binh Mông Cổ nhân cơ hội rối loạn trong đội ngũ Chernigov và tấn công, khiến đội ngũ sụp đổ, Thân vương Mstislav của Chernigov tử chiến.

Đồng thời, các cánh quân Mông Cổ vây chặt quân Rus đã tan vỡ, cắt đường triệt thoái. Quân Rus bị bao vây, chịu tấn công bằng các loạt đá, thỉnh thoảng kém với kị binh đột kích. Khi quân Mông Cổ đang tiến hành tiêu diệt ở phía ngoài, một số đạo quân dưới sự lãnh đạo của Mstislav Mstislavich cắt được vòng vây của quân Mông Cổ và chạy thoát.
Mstislav của Kiev đến và trông thấy tàn quân Rus chạy trốn. Với đạo quân 10.000 binh sĩ của mình, ông triệt thoái đến trại có dựng rào, trên một đồi ven Dnieper. Quân Mông Cổ đang truy kích đuổi kịp quân của Mstislav của Kiev và bắt đầu vây trại. Mstislav của Kiev cùng quân đội giữ trại trong ba ngày, song ông quyết định đầu hàng trước một trong các đồng minh của Triết biệt tên là Ploskanea  với điều kiện là ông và quân đội có thể nguyên vẹn mà trở về Kiev. Khi đã kiểm soát được trại, quân Mông Cổ tàn sát quân Kiev và cầm tù Mstislav của Kiev và một số quý tộc khác.

## Hậu quả
Trận chiến là một thất bại rất tai hại cho các thân vương Rus, Richard Gabriel cho rằng họ để mất 50.000 binh sĩ, trong khi quân Mông Cổ thiệt hại tối thiểu. Trong số các nguồn sơ cấp của Rus, Povest Vremyannykh Let đưa ra số lượng 10.000 bị giết trong khi Nikonovskaya Letopis có niên đại sau đó rất lâu cho rằng 60.000 bị giết. Novgorodskaya Pervaya Letopis có niên đại cùng thời với trận chiến thì không đưa ra số liệu. Trong các thân vương Rus, Daniel của Volhynia và Mstislav Mstislavich đào thoát được khỏi trận chiến. Đây là một thất bại quan trọng, khiến nhiều thân vương quốc Rus mất phần lớn quân lực của mình, ngoại lệ đáng chú ý là Vladimir-Suzdal. Sử gia Robert Marshall mô tả cuộc tấn công như sau: "Phần còn lại trong chiến dịch của Tốc Bát Đài đi vào biên niên của lịch sử quân sự như một trong các phiêu lưu vĩ đại nhất của kị binh chiến."
Người Mông Cổ hành quyết Mstislav của Kiev và các quý tộc Kiev theo cách thức truyền thống Mông Cổ cho hoàng thất và quý tộc: không đổ máu. Mstislav và các quý tộc của ông bị chôn và chết ngạt bên dưới đài chiến thắng của tướng lĩnh Mông Cổ trong lễ mừng thắng lợi. Trong khi đó, Mstislav Mstislavich tiến về bờ tây của Dnieper với tàn quân của mình. Nhằm ngăn quân Mông Cổ vượt sông sang bờ tây, Mstislav cho phá hủy toàn bộ thuyền mà ông tìm thấy.
Điều mà Rus lo ngại đã không xảy ra khi người Mông Cổ truy kích Thân vương Galich và cướp bóc một vài đô thị tại phía nam trước khi quay lại. Quân đội Mông Cổ vượt sông Volga gần Volgograd ngày nay và băng qua Volga Bulgaria, tại đó họ bị người Bulgar đánh bại trong một cuộc phục kích. Quân Mông Cổ chạm trán với người Bulgar trong một trận khác và lần này họ đánh tan quân Bulgar. Quân Mông Cổ sau đó tấn công người Cuman Kanglis, nhóm này hỗ trợ cho đồng bào Cuman của mình tại Kavkaz một năm trước đó. Quân Mông Cổ chiến đấu chống quân Cuman gần dãy núi Ural, đánh bại và giết khả hãn trước khi buộc họ phải cống nạp.
Sau thắng lợi này, quân Mông Cổ quay về phía đông và hội quân với Thành Cát Tư Hãn tại thảo nguyên phía đông của sông Syr Darya. Thành Cát Tư Hãn đánh giá cao thành tích của các tướng lĩnh của mình và rất tán dương Triết Biệt và Tốc Bất Đài. Tuy nhiên, Triết biệt không sống được lâu sau chiến dịch. Tầm quan trọng của chiến dịch là rất lớn. Cuộc viễn chinh là tập kích kị binh xa nhất trong lịch sử, khi quân Mông Cổ cưỡi ngựa 5.500 dặm (8.900 km) trong ba năm. Tốc Bất Đài cũng đặt nhiều gian tế tại Rus, họ cung cấp các báo cáo thường xuyên về diễn biến tại châu Âu và Nga. Năm 1237, Tốc Bất Đài cùng với Bạt Đô lãnh đạo cuộc tấn công khác với 120.000 binh sĩ, chinh phục Rus Kiev.